# Victor Alexis dela Montagne
Victor Alexis dela Montagne, poète flamand de langue néerlandaise, né à Anvers le 8 octobre 1854, mort à Sainte-Adresse en France, 19 août 1915.  

## Biographie
De la Montagne était le fils d'un imprimeur.  À partir de 1880, il travailla au Ministère de la Justice à Bruxelles.  Il fit ses débuts littéraires en 1875 avec un recueil de chansons patriotiques Onze strijd (Notre Lutte).  Avec Theophiel Coopman, il fonda, en 1878, la revue littéraire et artistique Nederlandsche Dicht- en Kunsthalle.  En 1880, il publia une anthologie  poétique, Onze dichters (Nos Poètes), couvrant la période de 1830 à 1880.  En 1883, il publia un recueil, Gedichten (Poèmes), composé de poèmes intimes inspirés par l'amour et la nature, étendu plus tard en vue de la deuxième édition en 1907 (3e éd. en 1913) ; il contient une introduction par son ami Emmanuel De Bom, des poèmes élégiaques sur la nature et des images intimes d’états d’âme qui témoignent d’un sentiment délicat.  Avec M.E. van Bergen, il écrivit la pièce Anoniem (Anonyme, 1880).  En 1884, il publia son recueil de Vlaamsche pseudoniemen (Les Pseudonymes flamands).  Lors du déclenchement de la Première Guerre mondiale, il fut envoyé au Havre, où il mourut un an plus tard.
Beaucoup de ses poèmes ont été mis en musique, entre autres par Kees Andriesse et Catharina van Rennes.
Son poème le plus célèbre, en néo-moyen néerlandais, est l'adaptation d’une chanson de Jean Richepin. 
| Paroles françaises de Jean Richepin | ‘t Oudt Liedeken, poème en « moyen néerlandais » de Victor dela Montagne |
| --- | --- |
| 1. Y’avait un' fois un pauv' gas, Et lon lan laire, lon lon la, Y’avait un' fois un pauv' gas Qu'aimait cell' qui n’l'aimait pas. Ell' lui dit : apport'-moi d'main Et lon lan laire, et lon lon la, Ell' lui dit : apport'-moi d'main L'cœur de ta mèr' pour mon chien. 2. Va chez sa mère et la tue, Et lon lan laire, et lon lon la, Va chez sa mère et la tue, Lui prit l'cœur et s'encourut. Comme il courait il tomba ; Et lon lan laire, et lon lon la, Comme il courait il tomba ; Et par terre le cœur roula. 3. Et pendant que l'cœur roulait, Et lon lan laire, lon lon la, Et pendant qu’ l'cœur roulait, Entendit l'cœur qui parlait. Et l'cœur disait, en pleurant: Et lon lan laire, lon lon la, Et l'cœur disait en pleurant : T'es-tu fait mal mon enfant ? | 1. Tsagh eens een cnape stervensgeern een valsche, wrede, boose deern. Sei totten cnape! "Hael mi terstont dijn moeders herte voor minen hont. 2. Hi ging, en sloech sine moeder doot, en vluchtte met het herte root. Mer twijl hi loopt, stuict oppen steen, en valt, - dat erme herte meteen! 3. Al botsen op de herde baen, ving plots dat hert te spreken aen. Al wenen ving het te spreken aen “Och jonge, hebs di seer ghedaen? ….” |

## Ressources

### Œuvres
- Onze strijd (1875)
- Iets vergeten (1879), zangspel, genre de singspiel
- Anoniem (1880, avec M.E. van Bergen
- Onze dichters (1880)
- Gedichten (1883)
- Vlaamsche pseudoniemen (1884)
- Gedichten (1907)
- Gedichten (1913)